# Japan Dome Tour „X“
Die Japan Dome Tour 2014–2015 „X“ war Big Bangs fünfte jährliche japanische Tournee.

## Setliste
Die Reihenfolge und Auswahl der Lieder können bei verschiedenen Konzerten teilweise abweichen. Die folgende Liste wurde von der BIGBANG Japan Dome Tour 2014~2015 [X] (DVD/Blu-ray) – Deluxe Edition entnommen.
| Setlist |
| --- |
| Setlist 1. „Fantastic Baby“ 2. „Tonight“ 3. „Stupid Liar“ 4. „Blue“ 5. „Haru Haru“ 6. „Gara Gara Go“ 7. „Top of the World“ + „Number 1“ 8. „Knock Out“ (GD&TOP) 9. „High High“ (GD&TOP) 10. „Bad Boy“ 11. „Tell Me Goodbye“ 12. „Cafe“ 13. „Lies“ 14. „Love Song“ 15. „Good Boy“ (GDxTAEYANG) 16. „Hands Up“ 17. „Feeling“ 18. „My Heaven“ 19. „Let Me Hear Your Voice“ Encore 1. „Last Farewell“ 2. „Fantastic Baby“ |

## Tourneedaten
| Datum             | Stadt     | Land      | Arena        | Opening Act | Besucherzahl |
| ----------------- | --------- | --------- | ------------ | ----------- | ------------ |
| 15. November 2014 | Nagoya    | Japan     | Nagoya Dome  | iKON        | 741.000      |
| 16. November 2014 | Nagoya    | Japan     | Nagoya Dome  | iKON        | 741.000      |
| 20. November 2014 | Osaka     | Japan     | Kyocera Dome | iKON        | 741.000      |
| 21. November 2014 | Osaka     | Japan     | Kyocera Dome | iKON        | 741.000      |
| 22. November 2014 | Osaka     | Japan     | Kyocera Dome | iKON        | 741.000      |
| 23. November 2014 | Osaka     | Japan     | Kyocera Dome | iKON        | 741.000      |
| 6. Dezember 2014  | Fukuoka   | Japan     | Fukuoka Dome | iKON        | 741.000      |
| 7. Dezember 2014  | Fukuoka   | Japan     | Fukuoka Dome | iKON        | 741.000      |
| 20. Dezember 2014 | Sapporo   | Japan     | Sapporo Dome | iKON        | 741.000      |
| 25. Dezember 2014 | Tokio     | Japan     | Tokyo Dome   | iKON        | 741.000      |
| 26. Dezember 2014 | Tokio     | Japan     | Tokyo Dome   | iKON        | 741.000      |
| 27. Dezember 2014 | Tokio     | Japan     | Tokyo Dome   | iKON        | 741.000      |
| 16. Januar 2015   | Osaka     | Japan     | Kyocera Dome | iKON        | 741.000      |
| 17. Januar 2015   | Osaka     | Japan     | Kyocera Dome | iKON        | 741.000      |
| 18. Januar 2015   | Osaka     | Japan     | Kyocera Dome | iKON        | 741.000      |
| Insgesamt         | Insgesamt | Insgesamt | Insgesamt    | Insgesamt   | 741.000      |